# 부엘링 항공
부엘링 항공(영어: Vueling Airlines, 마드리드: ES0184591032)은 스페인 카탈루냐 바르셀로나 인근의 바르셀로나 엘프라트 공항을 거점으로 하는 항공사이다. 이 외에도 마드리드, 말라가, 발렌시아, 빌바오, 세비야, 암스테르담, 그리고 툴루즈를 추가적인 거점으로 삼고 있다.
부엘링은 유럽및 서부 지중해 연안의 지역에 집중적으로 취항하고 있다.

## 개요
스페인의 항공사 중 최초의 저비용 항공사로 현재 스페인 국내선과 프랑스, 이탈리아 방면 등의 노선을 가지고 있다. 또한 파리 샤를 드 골 공항도 허브 공항으로 삼고 있으며 이 공항에서 스페인 방면 뿐만 아니라 이탈리아 방면 노선도 운항하고 있다. 이 항공사의 특징은 지금까지 저비용 항공사가 가격을 낮추기 위해 많이 취하던, 요금이 저렴하고 혼잡하지 않은 교외의 접근이 불편한 공항을 오가는 스타일이 아니라 대형 항공사들이 사용하는 중심 공항을 사용한다. 마일리지 프로그램으로 "물씬"을 운영하고 있다. 부엘링 항공의 탄생은 스페인 플래그 캐리어인 이베리아 항공 등에게 위기감을 주었으며, 그로 인해 이베리아 항공은 바르셀로나 운항 노선이 많기 때문에 저비용 항공사 자회사인 클릭 에어로 해당 노선을 운항했다. 하지만 2009년 7월 9일 클릭 에어와 합병하면서 부엘링 항공은 이베리아 항공의 계열사가 되었다.

## 운항 노선
- 2012년 8월 기준으로 부엘링 항공은 다음과 같은 노선을 운항하고 있다.

## 보유 기종
- 2020년 10월 기준으로 부엘링 항공은 다음과 같은 기종을 보유하고 있으며 평균 기령은 8년이다.[2][3]

## 사진

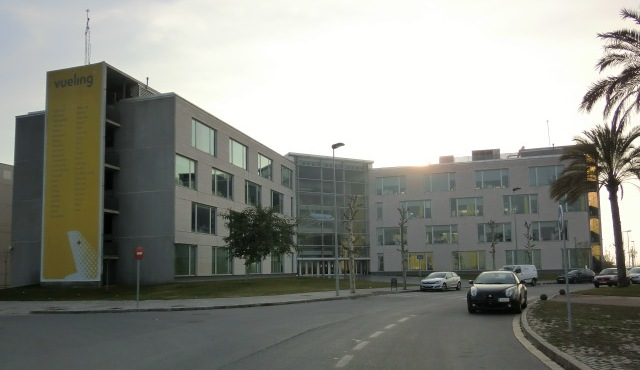
부엘링 항공의 본사
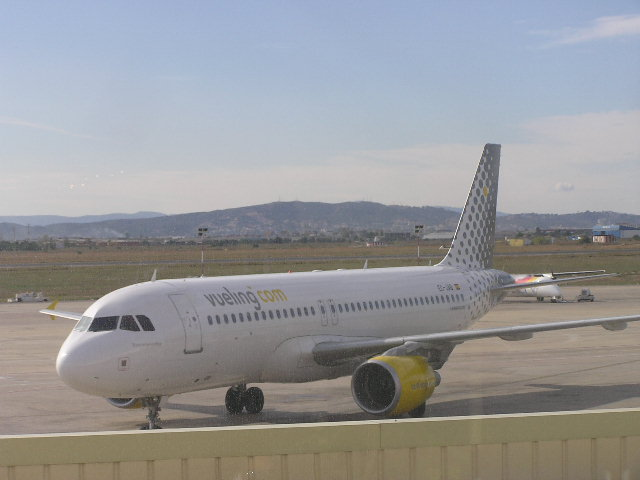
부엘링 항공의 에어버스 A320-200
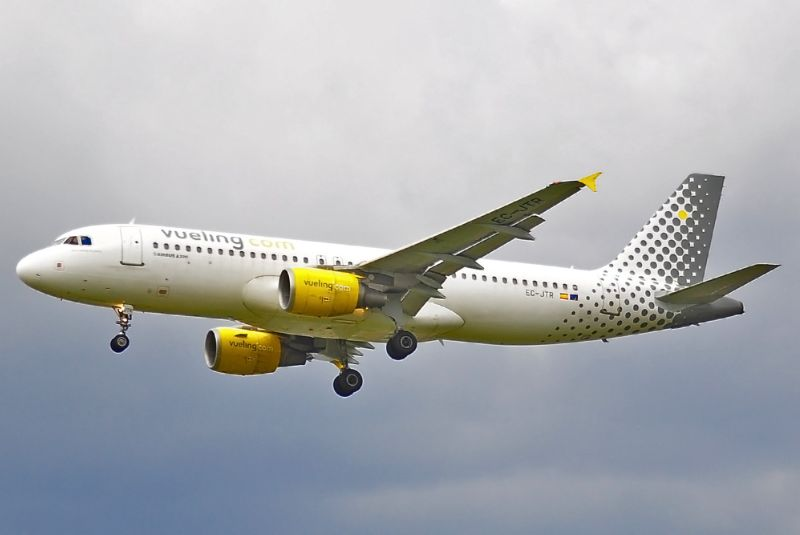
부엘링 항공의 에어버스 A320-200